# 34 New Bridge Street
Unter der Adresse 34 New Bridge Street in der schottischen Stadt Ayr in der Council Area South Ayrshire befindet sich ein Geschäftsgebäude. 1980 wurde das Gebäude in die schottischen Denkmallisten in der höchsten Kategorie A aufgenommen.

## Geschichte
Das Gebäude wurde im Jahre 1832 für die zwei Jahre zuvor gegründete Ayrshire Bank erbaut. Als Architekt fungierte Thomas Hamilton. 1845 übernahm die Western Bank of Scotland die Ayrshire Bank. Später nutzte die Dunfermline Building Society, Schottlands größte Bausparkasse, das Gebäude. Derzeit ist in den Räumlichkeiten ein Ladengeschäft eingerichtet.

## Beschreibung
Das zweistöckige Gebäude liegt an einer der Hauptverkehrsstraßen im Zentrum von Ayr. Es ist im Greek-Revival-Stil gestaltet und weist einen nahezu quadratischen Grundriss auf. Die Frontseite ist fünf Achsen weit. Der zentrale Eingangsbereich tritt leicht hervor und ist mit einem zweiflügligen, hölzernen Portal gestaltet. ionische Säulen gliedern die Fassade im Obergeschoss. Paare von Pilastern flankieren die Einheit an den Gebäudekanten. Die Fassade schließt mit einem mittig aufsitzendem Dreiecksgiebel. Die Südwestfassade entlang der schmalen Academy Street ist mit rotem Sandstein, und damit deutlich weniger aufwändig gestaltet. Sie ist drei Achsen weit mit zwei Türen. Das Gebäude schließt mit schiefergedeckten Walmdächern.